# Höllvikens TK
Höllvikens TK är en tennisklubb från Höllviken. Tennisklubbens område ligger precis vid havet och består av 5 utebanor med "Båstadgrus" 150 meter från sandstränderna i Kämpingebukten. En hall finns också med tre banor varav två är nyrenoverade med underlaget latex-ite.
Höllviken har arrangerat JSM (Svenska juniormästerskapen) två gånger, 1976 och 1998.
Det finns många storspelare som har tillhört klubben såsom: Jonte Sjögren f.d. DC-kapten och Mats Wilander coach, under 1980-talet tillhörde klubben på 1960- och 1970-talet.